# Healer
Healer är en sydkoreansk TV-serie som sändes på KBS2, med Ji Chang-wook, Park Min-young och Yoo Ji-tae i de ledande rollerna.

## Rollista (i urval)
- Ji Chang-wook som Seo Jung-hoo/Park Bong-soo/Healer
- Park Min-young som Chae Young-shin/Oh Ji-an
- Yoo Ji-tae som Kim Moon-ho